# 小沢真珠
小沢 真珠（おざわ まじゅ、1977年1月3日 - ）は、日本の女優、タレント。
東京都出身。東京都新宿区神楽坂育ち。ボックスコーポレーション所属。本名（出生名）、土方 典子。

## 来歴・人物
父親は新聞記者で転勤が多く大阪などに居住したが、中野区立の小学校を卒業後、中学生以降は神楽坂に定住し、鷗友学園女子中学校高等学校に通学する。中学校3年間はバスケットボールを嗜んだ。
小学生の時からたびたびスカウトされたが、家庭の躾が厳しく芸能活動しなかった。「やっぱりやってみたい」気持ちが大きくなり、1993年の春に高校2年生で学校帰りに渋谷でスカウトされ、事務所に所属した。芸名は、輝く大きな眼が「真珠のよう」と品評されたことから 事務所の社長が付けた。青年漫画雑誌にグラビア写真が掲載されて初仕事となった。
1993年9月に『神様の罪滅ぼし』でドラマに、1995年に『ろくでなしBLUES』で映画に、それぞれ初出演した。
1997年、連続テレビ小説『甘辛しゃん』に出演。1998年に中島らもの『こどもの一生』で舞台へ進出した。
2000年、写真集『GO MAJU GO』でTバック姿を披露する。香港映画に出演した際にもグラビアのオファーがあった。
2004年、ドラマ『牡丹と薔薇』に出演、迫力あるイジメ役で話題となった。その強烈なキャラクターを活かし、バラエティ番組等でも活躍するようになる。
2005年、第2回The Beauty Week Awardを受賞。
2014年1月31日に8歳年下の歯科医師と結婚することを発表した。妊娠しており、8月28日に第1子女児を出産。
2016年6月15日に第2子妊娠を発表し、10月26日に第2子女児を出産。子育ては決して怒らず好きなことをさせることを心掛けていることを明かしている。

## 出演

### テレビドラマ
- 神様の罪滅ぼし（1993年9月5日、TBS） ※女優デビュー作
- 夢暦 長崎奉行 第4話（1994年、NHK総合）
- アリよさらば（1994年、TBS） - 榊原愛 役
- 君といた夏（1994年、フジテレビ） - 橘加奈子 役
- 揺れる想い（1995年、TBS） - 広岡萌子 役
- ハンサムマン（1996年、テレビ朝日） - 高見萌子 役
- イタズラなKiss（1996年10月14日 - 12月16日、テレビ朝日） - 松本麗子 役
- 月曜ドラマスペシャル→月曜ミステリー劇場→月曜ゴールデン（TBS）
  - 早乙女千春の添乗報告書5「萩・津和野湯けむりツアー殺人事件」（1997年9月22日） - 桐島香織 役
  - 十津川警部シリーズ
    - 十津川警部シリーズ30「パリ〜東京殺人ルート」（2003年12月29日） - 北川美雪 役
    - 十津川警部シリーズ47「熱海・湯河原殺人事件」（2012年4月16日） - 立花亜矢 役

  - おばさん会長・紫の犯罪清掃日記!ゴミは殺しを知っている8（2010年2月1日） - 山崎綾香 役
  - 万引きGメン・二階堂雪20「砂の絆」（2011年5月23日） - 片桐洋子（桑原君子） 役
  - 上条麗子の事件推理9「近江八幡・京都〜死を呼ぶ琵琶湖の謎」（2011年9月5日） - 山田エリカ 役
  - 緑川警部 VS 殺人トランプ（2011年9月12日） - 山下小夜子 役
  - 松本清張没後20年スペシャル・寒流（2013年1月14日） - 怜香 役
  - 警視庁鑑識課〜南原幹司の鑑定3〜（2013年3月18日） - 唐沢典子 役
  - 女取調官3（2014年8月18日） - 深町梢 役
  - 警視庁機動捜査隊216IV「孤独の叫び」（2014年9月8日） - 菊池綾子 役
  - 新・示談交渉人 裏ファイル4（2014年12月8日） - 城田玲子 役
- 甘辛しゃん（1997年 - 1998年、NHK総合） - 小野寺環 役
- いとしの未来ちゃん 第6話「おしゃれ泥棒 HOW TO STEAL A MILLION」（1997年、テレビ朝日） - 亜希子 役
- きらきらひかる 第4話（1998年、フジテレビ） - 北島綾子 役
- 大河ドラマ（NHK総合）
  - 元禄繚乱（1999年） - 玉路 役
  - 天地人（2009年） - 大国実頼の妻・お栄 役
- 火曜サスペンス劇場（日本テレビ）
  - 「弁護士・高林鮎子24 東京環状線夏の迷走」（1999年7月20日） - 西田由里子 役
  - 「父と娘の真実 病院長のわいせつ行為を告発した女の転落死」（2002年12月3日） - 尾崎恵 役
- スタイル! 第9話（2000年、テレビ朝日）
- 永遠の1/2（2000年9月 - 11月、TBS） - 準主演・室井亜希 役
- 土曜ワイド劇場（テレビ朝日）
  - 家政婦は見た!19（2001年2月17日） - 中原美也 役
  - 西村京太郎トラベルミステリー
    - 西村京太郎トラベルミステリー40「青函特急殺人ルート」（2003年9月13日） - 山口ひろみ・阿部英子 （二役）
    - 西村京太郎トラベルミステリー51「上野駅13番線ホーム つり合わない乗車券を買う死体！」（2009年1月10日） - 江川麻里 役
    - 西村京太郎トラベルミステリー60「秩父SL・3月23日の証言〜大逆転法廷!!」（2013年7月13日） - 村井貴子 役

  - 鉄道捜査官8（2007年9月29日） - 関口君子 役
  - 棟居刑事の青春の雲海（2008年11月8日） - 湯沢ひろこ 役
  - 京都・美人女優連続殺人事件（2010年4月24日） - 大崎多香子 役
  - おとり捜査官・北見志穂14（2010年8月7日） - 伊藤静香 役
  - おかしな刑事7（2011年6月4日） - 松田春子 役
  - 越境捜査3 警視庁vs.神奈川県警（2011年12月22日） - 湯浅美緒 役
  - 100の資格を持つ女7〜ふたりのバツイチ殺人捜査〜（2013年6月15日） - 森山鈴子 役
  - 広域警察4（2013年10月19日） - 中井美和子 役
  - 再捜査刑事・片岡悠介6（2014年4月26日） - 山脇和美 役
  - 人類学者・岬久美子の殺人鑑定5（2014年11月8日） - 小野寺さくら 役
  - 法医学教室の事件ファイル40（2015年2月14日） - 寺沢瑠璃 役
  - 温泉 (秘) 大作戦16（2015年10月24日） - 泉華 役
  - 検事・朝日奈耀子17（2016年4月9日） - 北原香織 役
- マルサ!!東京国税局査察部 第7話（2003年、関西テレビ） - 藤川小夜子 役
- 東海テレビ制作昼の帯ドラマ（東海テレビ）
  - 牡丹と薔薇（2004年1月5日 - 3月26日） - 野島〈清原〉香世 役[9]
  - 新・風のロンド（2006年1月5日 - 3月31日） - ドラマ初主演・有沢〈野代〉槙、野代〈関根〉夏生 （二役）
  - 天使の代理人 Episode4（2010年9月30日 - 10月6日） - 主演・中条泉美 役
  - 赤い糸の女（2012年9月3日 - 11月2日） - 貴道遥香 役
  - 白衣のなみだ 第三部「使命」（2013年6月3日 - 28日） - 西条美由紀 役[16]
  - 新・牡丹と薔薇 第1話・第2話（2015年11月30日・12月1日） - 野島看護師 役[17]
- 警視庁鑑識班2004 第9話（2004年、日本テレビ） - 久保奈々子 役
- ナースマンがゆく（2004年10月16日 - 12月11日、日本テレビ） - 小野寺佳奈 役
- X'smap〜虎とライオンと五人の男〜（2004年12月25日、フジテレビ） - 美しい女 役
- 柳生十兵衛七番勝負（2005年、NHK） - かえで 役
- 女と愛とミステリー「松本清張特別企画・黒い画集〜紐」（2005年1月12日、テレビ東京） - 吉野清美 役
- 土曜ワイド劇場特別企画「黒革の手帖スペシャル〜白い闇」（2005年、テレビ朝日） - 田所常子 役
- はぐれ刑事純情派 2005年年末スペシャル（2005年、テレビ朝日） - 間山由紀 役
- 世直し順庵!人情剣（2005年、テレビ朝日）
- クロサギ 第2話（2006年、TBS） - 田辺美咲（アカサギ）
- 花嫁は厄年ッ!（2006年、TBS） - 安土香里 役
- DRAMA COMPLEX
  - 「銭華〜銀座ホステス株バトル〜」（2006年6月20日、日本テレビ） - 井川範子 役 
    - 「銭華2 DX豪華版」（2007年）
- 金曜プレステージ（フジテレビ）
  - 「浅見光彦シリーズ 鯨の哭く海」（2006年10月13日） - 浅見順子 役
  - 「赤い霊柩車22 代理妻殺人事件」（2007年10月5日） - 荒木和美 役
  - 「花いくさ〜京都祇園伝説の芸妓・岩崎峰子〜」（2007年11月23日） - よし乃 役
  - 「チーム・バチスタ第2弾 ナイチンゲールの沈黙」（2009年10月9日、関西テレビ） - 内山聖美 役
  - 「夏樹静子作家40年記念『第三の女』」（2011年12月2日） - 永原翠 役
  - 「外科医 鳩村周五郎13」（2014年7月4日） - 柴崎直美 役
- 火曜ドラマゴールド（日本テレビ）
  - 「バカラ 疑惑のIT株長者に賭けた女」（2006年10月31日） - 藤田里奈 役
  - 「潜入刑事 らんぼう2」（2007年2月6日） - 星野環 役
- 日本の食卓を変えた火の國の女「江上トミ」（2006年11月5日、テレビ熊本） - 片岡由梨絵 役
- 失踪HOLIDAY（2007年、テレビ朝日） - 菅原キョウコ 役
- 女帝（2007年、朝日放送・テレビ朝日共同制作） - 麗子 役
- 刺客請負人（テレビ東京） - 白首お六 役[18]
  - 第1シリーズ（2007年7月 - 9月）
  - 第2シリーズ（2008年7月 - 9月）
- 水戸黄門 第38部（2008年1月 - 6月、TBS） - 山内志保 役
- 4姉妹探偵団 第4話（2008年2月1日、朝日放送共同制作）
- 警視庁捜査一課9係 season3 第8話（2008年6月4日、テレビ朝日） - 磯辺聡子 役
- 京都へおこしやす!（2008年、毎日放送） - 梅原かすみ 役
- ロト6で3億2千万円当てた男（2008年7月 - 9月、朝日放送・テレビ朝日共同制作） - 木下綾乃 役
- 寧々〜おんな太閤記（2009年1月2日、テレビ東京） - 小笹 / 茜 （二役）
- LOVE GAME 第12話（2009年7月9日、読売テレビ） - 遠藤真紀 役
- メイド刑事 Misson9（2009年8月28日、テレビ朝日） - 加賀見梢 役
- 水曜シアター9「信濃のコロンボ事件ファイル18」（2009年9月9日、テレビ東京） - 山口響子 役
- 水曜ミステリー9（テレビ東京）
  - 「不倫調査員・片山由美11『京都伏見・月下美人殺人事件』」（2011年12月21日） - 飯島加代子 役
  - 「密会の宿9」（2012年6月27日） - 友坂真理子 役
  - 「小杉健治 サスペンス 決断」（2015年3月4日） - 夏井智美 役
  - 「信州山岳刑事 道原伝吉4」（2015年10月28日） - 廣田浅子 役
- 唐招提寺1200年の謎〜天平を駆けぬけた男と女たち（2009年11月3日、TBS） - 広虫  役
- エンゼルバンク〜転職代理人〜（2010年2月25日、テレビ朝日） - 第6話ゲスト・松沢美奈 役
- 警部補 矢部謙三 第5話・第6話（2010年5月7日・14日、テレビ朝日） - 武藤彩香 役
- 京都地検の女 第6シリーズ 第7話（2010年11月25日、テレビ朝日） - 草村楓 役
- ハンチョウ〜神南署安積班〜シリーズ4 第3話（2011年4月25日、TBS） - 望月麗子 役
- 金曜スーパープライム「ミエルオンナ月子〜真夏の夜のコワーイ話〜 CASE2「赤い爪の女」」（2011年8月26日、日本テレビ） - 市川琴美 役
- 家族八景 Nanase, Telepathy Girls' Ballad 第4話（2012年2月9日、毎日放送 / 2月14日、TBS） - 河原陽子 役
- プレイガール2012（2012年、ファミリー劇場） - 宍戸麗美 役
- 孤独のグルメ 第11話（2012年3月14日） - マキ 役
- ステップファザー・ステップ 最終話（2012年3月19日、TBS） - 溝口香苗 役
- Answer〜警視庁検証捜査官 第1話（2012年4月18日、テレビ朝日） - 柴田雪実 役
- たぶらかし-代行女優業・マキ- 第9話・第10話（2012年5月31日・6月7日、読売テレビ） - 南川英子 役
- リーガル・ハイ 第8話（2012年6月5日、フジテレビ） - 安永留美子 役
- 謎解きはディナーのあとで スペシャル〜風祭警部の事件簿〜（2013年8月2日、フジテレビ） - 児玉和美 役
- ハクション大魔王 （2013年11月17日、フジテレビ） - 花園美咲 役
- 都市伝説の女 Part2 最終話（2013年11月22日、テレビ朝日） - 春川諒子 役
- ドラマスペシャル「遺留捜査」（2015年5月17日、テレビ朝日） - 長峰典子 役
- 最強のふたり〜京都府警 特別捜査班〜 第6話（2015年8月27日、テレビ朝日） - 近藤円佳 役
- エンジェル・ハート 第1話（2015年10月11日、日本テレビ） - 河本麗子 役
- 科捜研の女（テレビ朝日）
  - 正月スペシャル（2016年1月3日） - 堀之内華 役
  - SEASON 18 第7話（2018年12月6日） - 三島絵美里 役
- 警視庁ゼロ係〜生活安全課なんでも相談室〜 FIRST SEASON 第6話（2016年2月19日、テレビ東京） - 安永珠代 役
- 最後のレストラン 第2話（2016年5月3日、NHK BSプレミアム） - クレオパトラ 役[19]
- 金曜プレミアム「十津川警部10・悪女」（2016年7月29日、フジテレビ） - 平木由夏 役
- 侠飯〜おとこめし〜 第6話（2016年8月26日、テレビ東京） - 面接官 役
- 増山超能力師事務所 第9話（2017年3月2日、読売テレビ・日本テレビ） - 倉木都 役[20]
- 警視庁・捜査一課長（テレビ朝日）
  - season2 第4話「牛は見た！美女たちの殺人伝言ゲーム!?」（2017年5月11日） - 青田明美役
  - 2020 第3話「3割引シール殺人!? 絶対怒らないクレーム処理女の謎」（2020年4月23日） - 岩並加奈 役[21]
- マッサージ探偵ジョー 第10話（2017年6月17日、テレビ東京） - 三神京子 役[22]
- あいの結婚相談所 第1話（2017年7月28日、テレビ朝日） - 秋山里子 役[23]
- 遺留捜査 第4シリーズ 第8話（2017年9月7日、テレビ朝日） - 柴田亜弓 役[24]
- ヒモメン 第3話（2018年8月11日、テレビ朝日） - 長谷部恵 役[25]
- 執事 西園寺の名推理2 第4話（2019年5月17日、テレビ東京） - 堀井砂月 役[26]
- ルパンの娘（2019年7月11日 - 9月26日、フジテレビ） - 三雲悦子 役[27]
  - ルパンの娘2（2020年10月15日 - 12月10日、フジテレビ） - 三雲悦子 役
- 知らなくていいコト 第7話（2020年2月19日、日本テレビ） - 笹美鈴 役[28]
- 家政夫のミタゾノ 第4シリーズ 第3話（2020年6月19日、テレビ朝日） - 花田百合子 役[29]
- 正直不動産 第2話（2022年4月12日、NHK） - 冴子 役[30]墜落JKと廃人教師#テレビドラマ
- やんごとなき一族 第2話（2022年4月28日、フジテレビ） - 葛西綾 役[31]
- 悪女のすべて（2022年7月2日 - 9月24日、BS松竹東急） - 百合園凛子 役[32]
- アイゾウ 警視庁・心理分析捜査班「奇跡の親子」（2023年3月29日、フジテレビ） - 芦野ふみ 役[33]
- 墜落JKと廃人教師 第4話・最終話 （2023年4月7日- 6月2日 、MBS） - 凪真琴 役
- 何かおかしい２ 第9話 (2023年5月31日、テレビ東京) - 七北真弓 役
- さらば、佳き日（2023年6月12日 - 7月31日、テレビ東京） - 広瀬奈緒美 役[34]
- 単身花日（2023年10月14日 - 12月9日、テレビ朝日） - 折口麗子 役[35]
- Clubキャッテリア〜ラグとラガ〜（2024年4月3日・10日、日本テレビ） - メイ 役[36]
- こんなところで裏切り飯 〜嵐を呼ぶ七人の役員〜 第3話（2025年1月30日、中京テレビ・日本テレビ） - 小須田玲子 役
- 問題物件 第6話（2025年2月19日、フジテレビ） - 天音 / 漆原こずえ 役[37]
- ワタシってサバサバしてるから2（2025年2月5日、NHK BSプレミアム4K / 2025年5月5日 - 6月5日、NHK総合） - 葉月里奈 役[38]
- なんで私が神説教 第5話・第6話（2025年5月10日・17日、日本テレビ） - 小早川皐月 役[39]
- 看守の流儀（2025年6月21日、テレビ朝日） - 蛭川洋子 役[40]
- 北くんがかわいすぎて手に余るので、3人でシェアすることにしました。（2025年7月1日 - 、関西テレビ・フジテレビ） - 恩田和美 役[41]

### 配信ドラマ
- ラブ・コネクター 〜恋愛工作人〜（2009年7月1日 - 配信、BeeTV）
- サヨナラの恋（2010年10月1日 - 配信、BeeTV） - 椿玲子 役
- 東京ダラダラ娘（2017年2月22日 - 配信、Hulu） - 早織 役[42]
- 単身花盛り 花の男 - 片山直哉 第1話（2023年10月14日、TELASA） - 折口麗子 役[43]
- 笑ゥせぇるすまん #10「海馬ガム」（2025年8月1日、Amazon Prime Video）[44][45]

### 映画
- ろくでなしBLUES（1996年） - ヒロイン・七瀬千秋 役
- DRUG GARDEN （2000年） - 本人 役
- 東京攻略（2000年） - 田中有希子 役
- 劇場版 仮面ライダーアギト PROJECT G4（2001年） - 深海理沙 役
- 女帝 SUPER QUEEN（2001年） - 立花彩香 役
- およう（2002年） - キセ子 役
- 憑（奪魄勾魂） （2002） - 香港映画 / 主演
- Run 2 U（2003年） - 日韓合作映画 / 北野雅子 役
- 新・影の軍団 〜地雷火〜（2004年）
- 人間椅子（2007年） - 今野佳子
- XX（エクスクロス） 魔境伝説（2007年） - レイカ 役
- ザ・ヒロサキプレイヤーズ（2010年）米国短編作品
- メサイア（2011年10月） - 穂高みずほ 役
- 上京ものがたり（2013年）
- 翔んで埼玉（2019年） - 浜野さざえ 役[46][47]
  - 翔んで埼玉 〜琵琶湖より愛をこめて〜（2023年）[48][49]
- 劇場版 ルパンの娘（2021年） - 三雲悦子 役[50]
- はたらく細胞（2024年） - 黄色ブドウ球菌 役[51]

### 舞台
- 子供の一生（1998年10月 - 11月、PARCO劇場 他）
- ミュージカル「新ピーターパン」（1999年7月 - 9月、新国立劇場 他）
- カフカズ・ディック（2000年1月 - 2月、下北沢本多劇場 他）
- 陽のあたる教室（2000年3月 - 4月、世田谷パブリックシアター 他）
- おじいちゃんの夏 初演（2002年8月 青山円形劇場）
- 世紀末三人姉妹（2004年4月24日 - 5月8日、東京芸術劇場小ホール2、大阪メルパルクホール） - 主演・正江（次女） 役[52]
- 男性の好きなスポーツ（2004年8月 - 9月、下北沢本多劇場 他）
- おじいちゃんの夏 再演（2005年8月 - 9月、紀伊國屋サザンシアター 他）
- ヘッダ・ガブラー（2009年7月、赤坂レッドシアター） - ヘッダ・テスマン 役
- 姑は推理作家（2011年8月、三越劇場） - 女優・京子 役
- 悲しき天使（2012年2月2日 - 2月5日、池袋シアターグリーン） - 一美 役
- ミュージカル「女子高生チヨ」（2012年12月1日 - 12日、東京グローブ座、サンケイホールブリーゼ）
- VISIONARY READING「三島由紀夫レター教室」（2025年10月9日・10日〈予定〉、紀伊國屋ホール） - 氷ママ子 役[53]

### ビデオ
- 隠忍術 しのび
- 隠忍術 弐 しのび
- 隠忍術 参 しのび
- 隠忍術 しのび 殺戮の終末
- 玄海組血風録 流血の代紋
- 消しゴム屋（2007年） - 揚巻裕乃 役
- 消しゴム屋2（2007年） - 揚巻裕乃 役

### バラエティ番組ほか
- メンタルヌード（司会）
- マルバレ!（司会）
- 日本史サスペンス劇場 - 歴史ドラマ編お龍
- 雅の世界 百人一首（朗読）
- ワイルドライフ 「免許皆伝!沖縄 サンゴの海 魚の楽園に迫る」（2010年9月13日 NHK BS-hi）
- 人気者でいこう!（ABCテレビ） - 中期に準レギュラー出演
- ロンドンハーツ（テレビ朝日） - 2004年まで不定期出演していた｡
- さんすう刑事ゼロ（NHK教育テレビジョン）

ほか多数

### ラジオ
- SOUNDS OF STORY〜ASADA JIRO LIBRARY〜　「ひなまつり」（2015年3月7日、J-WAVE） - 弥生 役[54]

### ゲーム
- 龍が如く4 伝説を継ぐもの（2010年） - リリ（冴島靖子） 役

### CM
- P&G
  - 「パンテーン」（1994年 - 1995年）
  - 「ファブリーズ」『ファブリーズでこんなことも！』シリーズ（2023年 - ）
- グリコ「プリッツ」 （1994年 - 1995年）
- カネボウホームプロダクツ「海のうるおい藻」 （1996年 - 1997年）
- サッポロビール「春がきた」（1998年）
- 四谷学院（1998年）
- 青森りんご （1998年 - 2000年）
- スカイパーフェクTV!（2005年）[55]
- KDDI au（2007年）
- CR天才バカボン 41才の春だから〜ドラマ編（2009年）
- ソフティモ「ホワイト 薬用クレンジングウォッシュ〜女の戦い編」（2009年）
- 日本コカ・コーラ「ジョージア 三ッ星プレッソ」（2015年1月 - ）
- 丸亀製麺「豚マリネぶっかけ」（2015年6月 - ）[56]
- ナチュラルガーデン「ナタデウォッシュ」（2017年） - さとう珠緒と共演
- 大鵬薬品工業「ゼノール」（2021年6月 - ）[57]

## 写真集
- Majuエトランゼ（1998年、メディアファクトリー ISBN 4889916245）
- 月刊小沢真珠（1999年、新潮社 ISBN 4107900673）
- GO MAJU GO（2000年、ぶんか社 ISBN 4821123304）
- PEARL（2002年、音楽専科社 ISBN 4872791037）